# Rivière Matane
Der Rivière Matane ist ein Fluss in der Verwaltungsregion Bas-Saint-Laurent der kanadischen Provinz Québec.

## Flusslauf
Der Rivière Matane entspringt im Nordwesten der Gaspésie-Halbinsel im Réserve faunique de Matane am 945 m hohen Mont Blanc, einem Gipfel der Monts Chic-Chocs. Von dort fließt er anfangs in westlicher Richtung zum Lac de la Tête, wendet sich dann im Anschluss nach Süden und durchfließt die Seen Lac Le Clercq und Lac Matane. Der Abfluss des Lac Matane wird von der Barrage du Lac-Matane (⊙) reguliert. Unterhalb des Staudamms nimmt der Rivière Matane den linken Nebenfluss Rivière Bonjour auf. Nun fließt er in westsüdwestlicher Richtung, wendet sich an der Einmündung des Rivière à la Truite nach Nordwesten. Er passiert die Orte Rivière-Matane und Saint-René-de-Matane und mündet schließlich in der Kleinstadt Matane in das Ästuar des Sankt-Lorenz-Stroms. Der Fluss hat eine Länge von 80 km. Er entwässert ein Areal von 1683 km². Der mittlere Abfluss beträgt 41 m³/s.
Am Unterlauf wird der Fluss zur Stromgewinnung genutzt.
Der Rivière Matane ist ein bedeutendes Laichgewässer für den Atlantischen Lachs. 